# Formel Eins (Fernsehsendung)
Formel Eins war eine Musikvideosendung, die von 1983 bis 1990 mit insgesamt 307 Folgen zunächst in den Dritten Programmen (HR3, BR3; SW3 usw.) der ARD ausgestrahlt wurde. Die wöchentliche Fernsehsendung war seinerzeit die einzige in den bundesdeutschen Medien, die aktuelle Videoclips präsentierte (das DDR-Fernsehen zeigte ab 1983 in Stop!Rock Videos einheimischer Interpreten). Formel Eins war daher vor allem bei Jugendlichen sehr populär und hatte einen hohen Bekanntheitsgrad.
Ein Vorläufer von Formel Eins war die Sendung Pop Stop des Bayerischen Rundfunks. Die Sendung wurde zunächst in den Dritten Fernsehprogrammen gesendet, und zwar je nach Landesrundfunkanstalt an einem anderen Wochentag. Anfang 1988 wechselte sie in das Erste Deutsche Fernsehen und wurde dort zu einem Bestandteil des Samstagnachmittagsprogramms. Aufgezeichnet wurde sie in Studiohalle 10 auf dem Bavaria-Film-Gelände in Geiselgasteig.

## Die Show

### Moderatoren
1. Peter Illmann (67 Sendungen, von April 1983 bis Dezember 1984)
2. Ingolf Lück (40 Sendungen, von Januar 1985 bis Dezember 1985)
3. Stefanie Tücking (80 Sendungen, Januar 1986 bis Dezember 1987)
4. Kai Böcking (120 Sendungen, von Januar 1988 bis Dezember 1990)

### Titelmelodie
Die Titelmelodie der Sendung wechselte mit den verschiedenen Moderatoren. Das erste Titellied war We Got The Beat von den Go-Go’s. Während die jeweiligen Charts der Länder vorgestellt wurden sowie bei einigen Moderationen von Peter Illmann lief als Hintergrundmusik der Titel Pack Jam (Look out For The OVC) von der Jonzun Crew. Mit Ingolf Lück kam 1985 das von Jaap Eggermont komponierte Formel-Eins-Thema. Harold Faltermeyer trug schließlich das Stück Formula One für Stefanie Tückings Auftritt bei. Kai Böcking wurde ab 1988 von The Race von Yello begleitet.

### Maskottchen
Das Maskottchen der Sendung war der von Ken Dowsing gezeichnete Hund Teasy; eine Zeichentrickfigur, die das erste Mal 1986 auftrat. Das Konzept wurde im Laufe der Sendereihe weiterentwickelt. Der Name wird verschieden interpretiert, z. B. als Take it Easy (nimm’s leicht) oder auch als Direktübersetzung von „to tease“ (necken, ärgern) bzw. als Anlehnung an den Produzenten der Sendung, Andreas Thiesmeyer. Die Stimme wurde ihm eine kurze Zeit lang von Horst Kummeth verliehen.

### Gestaltung
Ein rosafarbener Studebaker Starlight war eines der Markenzeichen der Sendung und tauchte von Anfang an im Vorspann der Sendung auf. In späteren Staffeln wurde er zu den Titelsongs „Formula One“ von bzw. „The Race“ in einer animierten Sequenz von Teasy gefahren. Der original Studebaker blieb aber weiterhin im Studioaufbau mit enthalten. Die Gesamtdeko wechselte wiederholt, hatte aber als Grundkonzept meist Autoteile, ja sogar ganze Wände mit Front- oder Heckpartien von mehr oder weniger exotischen PKW.
In der ersten Staffel wurde jedem Nummer-1-Hit-Interpreten ein Teil einer BMW Isetta als Preis überreicht.
In den Aufbauten waren immer auch Bühnenflächen integriert, auf denen diverse Stars ihren Exklusivauftritt erhalten konnten. Gäste-Interviews mit Künstlern wie Kim Wilde oder Milli Vanilli wurden ebenfalls geführt. Publikum war in der Regel nicht vorhanden, da die Sendung aufgezeichnet wurde und die Teilsequenzen dann mit Videoclips auf volle Länge gebracht wurden. Dafür waren die wöchentlichen Charts ein regelmäßiges Element. Vom Bayerischen Rundfunk wurde der Sendetermin lange Zeit so gewählt, dass das jugendliche Publikum im Anschluss Live aus dem Alabama sehen konnte.
Aufgrund vieler Zuschaueranfragen wurden ab 26. April 1983 (Folge 4) nur noch 12 statt 15 Musikclips gezeigt, diese wurden dafür aber länger ausgespielt. Lediglich ein Videoclip pro Sendung, welchen man als Video der Woche bezeichnete, wurde voll ausgespielt, so auch im Januar 1984 Michael Jacksons legendäres 14-minütiges Video zu seinem Song Thriller. Diese Formel-1-Sendung konnte deswegen aus Jugendschutzgründen erst jeweils nach 22 Uhr ausgestrahlt werden.

## Kinofilm
Im Jahr 1985 entstand ein Kinofilm auf Basis der Fernsehsendung. Die Regie führte Wolfgang Büld, Hauptdarsteller waren Sissy Kelling, Frank Meyer-Brockmann und Ingolf Lück, der sich selbst spielte.

## Ende der Sendereihe
Ab Ende der 1980er Jahre verlor die Sendung immer mehr an Beachtung, bedingt durch die nun auch in Deutschland an Popularität gewinnenden privaten Musik-Videoclip-Sender wie MTV. Deswegen wurde das Sendekonzept ab Januar 1990 geändert: unter dem Motto „Formel Eins round the world“ wurde die von wechselnden Schauplätzen in aller Welt moderiert und verband Musikvideos mit touristischen Informationen. Ende des Jahres wurde die Sendung endgültig eingestellt.

## Neuauflagen
Ab dem 28. März 2004 wurden Höhepunkte alter Sendungen in der siebenteiligen kabel-eins-Sendung Best of Formel Eins – Die Show ausgestrahlt. Die Sendung wurde vom ehemaligen Modern-Talking-Sänger Thomas Anders in Co-Moderation mit früheren Moderatoren präsentiert. Die Ausstrahlungen erfolgten vom 28. März 2004 bis zum 16. Mai 2004 jeweils sonntags um 19:10 Uhr und wurden ab 4. Juli 2004 wiederholt. Die zweite Staffel der Sendung mit 10 Folgen lief ab dem 8. November 2004, die dritte Staffel der Sendung mit 10 Folgen lief ab 9. Februar 2005, die vierte Staffel ab 9. November 2005 und die fünfte Staffel ab 29. Oktober 2006.
Zum 30-jährigen Jubiläum der Sendung strahlte RTL Nitro ab Oktober 2013 eine Neuauflage unter dem Titel Formel Eins – 30 Jahre aus. Die zehn Sendungen, in denen jeweils die besten 30 Musikclips von damals präsentiert wurden, moderierte Peter Illmann. Ein Jahr später folgte eine zweite Staffel mit weiteren zehn Sendungen. 2015 wurden die Hits der 90er Jahre präsentiert und 2016 standen die Erfolge der 2000er Jahre im Fokus der Sendung. Produziert wurde in der PanAm-Lounge am Europacenter in Berlin.

## Ausland
In den Niederlanden erschien ab 31. Oktober 1984 der Formel-Eins-Ableger Formule 1 (später Pop Formule) auf dem Sender TROS Nederland 2. Moderiert wurde die Sendung mit wechselnden Moderatoren, unter anderem von Erik de Zwart. Die Sendung lief bis Ende der 1980er-Jahre. In Serbien lief Formula 1 von November 1984 bis Januar 1986 einmal monatlich im ersten Programm des TVB (Televizija Beograd). Auf dem Super Channel gab es 1987 und 1988 ebenfalls eine von Music Box produzierte Adaption der deutschen Sendung. Diese hieß Formula 1 und wurde präsentiert von John Leslie. Teilweise wurden die Originalauftritte der Künstler aus der deutschen Sendung vollständig übernommen. Ein Kuriosum gab es beim Vor- und Abspann zu beobachten: Dort wurde das bildliche Intro der zweiten Staffel aus Deutschland mit dem Titelsong der dritten Staffel (von Harold Faltermeyer) gemischt und nur am Ende des Vorspanns ein eigenes Formula 1-Logo eingeblendet.

## Diskografie und Chartplatzierungen

### Sampler
| Jahr | Titel                              | Höchstplatzierung, Gesamtwochen, AuszeichnungChartplatzierungen (Jahr, Titel, Platzierungen, Wochen, Auszeichnungen, Anmerkungen) | Höchstplatzierung, Gesamtwochen, AuszeichnungChartplatzierungen (Jahr, Titel, Platzierungen, Wochen, Auszeichnungen, Anmerkungen) | Höchstplatzierung, Gesamtwochen, AuszeichnungChartplatzierungen (Jahr, Titel, Platzierungen, Wochen, Auszeichnungen, Anmerkungen) | Anmerkungen            |
| Jahr | Titel                              | DE | AT | CH | Anmerkungen            |
| ---- | ---------------------------------- | --- | --- | --- | ---------------------- |
| 1983 | Formel Eins – ’83                  | — | — | — |                        |
| 1984 | Formel Eins – ’84                  | — | AT8 (2 Wo.)AT | CH1 (12 Wo.)CH | Charteinstieg AT: 1998 |
| 1984 | Formel Eins – Die Highlights ’84   | — | — | CH5 (3 Wo.)CH |                        |
| 1985 | Formel Eins (Soundtrack)           | — | — | — |                        |
| 1985 | Formel Eins – ’85                  | — | — | — |                        |
| 1985 | Formel Eins – Frühjahr ’85         | — | AT11 a (14 Wo.)AT | CH1 (8 Wo.)CH |                        |
| 1985 | Formel Eins – Herbst ’85           | — | AT10 a (4 Wo.)AT | CH4 (4 Wo.)CH |                        |
| 1986 | Formel Eins – Alles Top Hits       | — | AT16 a (4 Wo.)AT | CH1 (11 Wo.)CH |                        |
| 1986 | Formel Eins – Neu                  | — | — | — |                        |
| 1986 | Formel Eins – Brandaktuell ’86     | — | — | CH4 (4 Wo.)CH |                        |
| 1987 | Formel Eins – Spacehits            | — | — | CH1 (11 Wo.)CH |                        |
| 1987 | Formel Eins – Wild Hits            | — | AT26 a (2 Wo.)AT | CH1 (9 Wo.)CH |                        |
| 1987 | Formel Eins – Die Zehnte           | — | AT28 a (2 Wo.)AT | CH1 (13 Wo.)CH |                        |
| 1988 | Formel Eins – Holiday Hits         | — | — | CH1 (10 Wo.)CH |                        |
| 1988 | Formel Eins – Tophits Brandneu     | — | — | CH2 (9 Wo.)CH |                        |
| 1988 | Formel Eins – Dance! Dance! Dance! | — | — | CH2 (5 Wo.)CH |                        |
| 1988 | Formel Eins – Happy Birthday       | — | — | CH1 (5 Wo.)CH |                        |
| 1989 | Formel Eins – Spring Fever         | — | — | CH1 (11 Wo.)CH |                        |
| 1989 | Formel Eins – Sun ’N’ Fun          | — | — | CH2 (7 Wo.)CH |                        |
| 1989 | Formel Eins – Hits Hits Hits       | — | — | CH3 (8 Wo.)CH |                        |
| 1990 | Formel Eins – ’Round The World     | — | AT3 (4 Wo.)AT | CH3 (9 Wo.)CH |                        |
| 1990 | Formel Eins – Double Fun           | — | AT2 (5 Wo.)AT | CH2 (11 Wo.)CH |                        |
| 1990 | Formel Eins – Cool Fun             | — | AT2 (12 Wo.)AT | CH2 (10 Wo.)CH |                        |
| 1990 | Formel Eins – Wet Hits             | — | AT2 (8 Wo.)AT | CH1 (7 Wo.)CH |                        |
| 1991 | Formel Eins – Direct Hits          | — | AT3 (3 Wo.)AT | CH2 (4 Wo.)CH |                        |
| 1991 | Formel Eins – Mega Hits            | DE3 (8 Wo.)DE | — | — |                        |
| 1991 | Formel Eins – More and More Hits   | — | AT1 (18 Wo.)AT | CH2 (14 Wo.)CH |                        |
| 1992 | Formel Eins – Sweet Hits           | DE1 (17 Wo.)DE | AT1 (9 Wo.)AT | CH3 (7 Wo.)CH |                        |
| 1992 | Formel Eins – Jump Hits            | DE1 (16 Wo.)DE | AT3 (4 Wo.)AT | CH4 (6 Wo.)CH |                        |
| 1992 | Formel Eins – Movin’ On            | DE2 (15 Wo.)DE | — | CH4 (6 Wo.)CH |                        |
| 1993 | Formel Eins – 32 Big Hits          | DE2 (17 Wo.)DE | AT1 (11 Wo.)AT | CH2 (8 Wo.)CH |                        |
| 1993 | Formel Eins – 32 Smash Hits!       | DE2 (14 Wo.)DE | AT1 (7 Wo.)AT | CH4 (3 Wo.)CH |                        |
| 1993 | Formel Eins – 36 Hits On Ice       | DE6 (13 Wo.)DE | AT3 (6 Wo.)AT | CH6 (1 Wo.)CH |                        |
| 1994 | Formel Eins – 36 Turn Around Hits  | DE2 (15 Wo.)DE | AT2 (9 Wo.)AT | CH4 (6 Wo.)CH |                        |
| 1994 | Formel Eins – 38 Sunny Hits        | DE3 (13 Wo.)DE | AT1 (7 Wo.)AT | CH6 (3 Wo.)CH |                        |
| 1994 | Formel Eins – 38 Electric Hits     | DE4 (12 Wo.)DE | AT3 (7 Wo.)AT | CH7 (5 Wo.)CH |                        |
| 1995 | Formel Eins – 38 Speed Hits        | DE3 (9 Wo.)DE | AT2 (8 Wo.)AT | CH10 (2 Wo.)CH |                        |
| 1995 | Formel Eins – Dance!               | DE3 (9 Wo.)DE | AT4 (7 Wo.)AT | CH8 (1 Wo.)CH |                        |
| 1996 | Formel Eins – Hit Explosion        | DE1 (11 Wo.)DE | AT2 (9 Wo.)AT | CH9 (3 Wo.)CH |                        |
| 1996 | Formel Eins – Hit Kick             | DE3 (9 Wo.)DE | AT3 (5 Wo.)AT | — |                        |
| 1997 | Formel Eins – Hit Torpedo          | DE6 (7 Wo.)DE | AT5 (4 Wo.)AT | — |                        |
| 1997 | Formel Eins – Nightmare Hits       | DE7 (5 Wo.)DE | AT4 (5 Wo.)AT | — |                        |
| 1998 | Die Hit-CD (1998/2)                | DE9 (5 Wo.)DE | AT10 (1 Wo.)AT | CH11 (3 Wo.)CH |                        |
| 2002 | Formel Eins – 80’s Party           | — | — | — |                        |
| 2004 | Formel Eins – Kulthits             | — | — | — |                        |
| 2004 | Formel Eins – Kulthits Vol. 2      | — | — | — |                        |
| 2005 | Formel Eins – Kulthits Vol. 3      | — | — | — |                        |
| 2005 | Formel Eins – Kulthits Vol. 4      | — | — | — |                        |

### Videoalben
- 2001: Formel Eins – Die Kultvideos
- 2004: Formel Eins – Die Kultvideos, Vol. 2
- 2013: 30 Jahre Formel Eins – Die Jubiläums Edition (3 DVDs)
- 2013: 30 Jahre Formel Eins – Die Ultimative Fan-Edition (3 DVDs)
- 2014: The Best Of Formel Eins – The Next Generation (3 DVDs)